# 美国共和党激进派
美国共和党激进派（Radical Republicans  ）又稱美国激进共和党人，是美国共和党歷史上的一个派系，這一派系主張无条件废除美國奴隸制度。
在南北內戰前，美国共和党激进派就坚持永久废除美國奴隸制度。南北內戰爆发后，美国共和党激进派主张立即無條件解放奴隶。他們的主張遭到温和派共和党人（亚伯拉罕·林肯）和美國民主黨的反对。亚伯拉罕·林肯则希望向支持联邦的奴隶主支付贖買費後再解放奴隸。1864年，林肯打算尽快讓脱离美利堅合眾國的南方各州重返联邦，這一主張又遭到美国共和党激进派的反對。
美國重建时期，美国共和党激进派不承认战败的美國南部各州的地位，主張剥夺支持美利堅聯盟國的人士的选举权，反对美利堅聯盟國前軍官通過各種途徑重獲美國南部的政治權力，主张黑人擁有平等权利，强调自由民的平等、公民权利和政治权利和选举权，而且要按照美國北部對美國南部的社会经济制度进行改造。同時美国共和党激进派推动美国国会通过美利堅合眾國憲法第十三條修正案、美利坚合众国宪法第十四条修正案、美利坚合众国宪法第十五条修正案，宣布在美国全境废除奴隶制度。美国共和党激进派還前往美國南部解放黑奴，开展美國南部重建。
美国共和党激进派對林肯的繼任者安德鲁·约翰逊總統感到不滿。在约翰逊否决了各种有利于自由民獲得公民權的国会法案后，美国共和党激进派试图弹劾约翰逊，但最終他們以一票之差未能罷免约翰逊。